# Neostylopyga vicina
Neostylopyga vicina es una especie de cucaracha del género Neostylopyga, familia Blattidae.